# Moto Diabły
Moto Diabły (org. Nam Angels) – amerykańsko-filipiński, przygodowy film wojenny z 1989 roku w reż. Cirio H. Santiago. 

## Opis fabuły
Wojna w Wietnamie. Oddział amerykańskich żołnierzy pod dowództwem por. Vance'a Calhouna, podczas patrolu dostaje się pod silny ogień przeciwnika. Uciekając, amerykańscy żołnierze trafiają do starożytnej świątyni, gdzie znajdują duże ilości złotego piasku. Próbując zorganizować obronę, w pewnym momencie zarówno oni jak i wietnamscy napastnicy zostają zaatakowani przez oddział tubylców posługujących się łukami, dowodzonych przez białego człowieka – byłego legionistę nazwiskiem Chard. Giną zarówno żołnierze północnowietnamscy jak i amerykańscy, jednak dowódcy amerykanów udaje się wyrwać z pułapki. Mając świadomość, że część jego żołnierzy jest w niewoli u tajemniczego plemienia i wiedząc, że dowództwo nie da mu żadnych żołnierzy dla ryzykownej misji ratunkowej, organizuje pomoc na własna rękę. Do tego celu używa grupy kilku zawadiaków z gangu motocyklowego, których wyciąga z aresztu, gdzie trafili za barową burdę. Zwabieni sowitą nagrodą motocykliści zgadzają się wziąć udział w ryzykownej misji. Po drodze, niektórzy z nich giną w walce, ale w końcu docierają do celu. Dopiero tutaj Calhoun wyjawia im prawdziwy cel misji. W pewnym jej momencie braterstwo broni bierze górę nad rządzą zysku, a cyniczni motocykliści i żołnierze Calhouna zaczynają tworzyć zwarty oddział. Sam Calhoun, mistrz walki wręcz, stacza zwycięski pojedynek z Chardem i ratuje z rąk tubylców zarówno swoich żołnierzy jak i motocyklowych najemników. Walczącym i wspierającym się nawzajem, udaje się ujść cało z opresji.

## Obada aktorska
- Brad Johnson – por. Vance Calhoun
- Rick Dean – Larger (szef gangu motocyklistów)
- Vernon Wells – Chard
- Kevin Duffis – Hickman
- Mark Venturini – Bonelli
- Jeff Griffith – Carmody
- Romy Diaz – Turko
- Ken Metcalfe – amerykański generał
- Archie Adamos – Trinh
- Eric Hahn – Morey
- Tonichi Fructuoso – Sherayko
- Frederick Bailey – Bartender
- Lea Navarro – Mai

i inni. 